# الكرة الذهبية التونسية
الكرة الذهبية التونسية (بالفرنسية: Ballon d'Or Tunisien)‏ هي جائزة كرة قدم في تونس أُنشئت في 2006 من قبل صحيفة الصريح وكانت آخر مرة تقدم فيها في سنة 2013.

## الفائزين

### حسب اللاعبين
| السنة            | الفائز                             | النادي                             |
| ---------------- | ---------------------------------- | ---------------------------------- |
| 2006             | ياسين الشيخاوي                     | النجم الرياضي الساحلي              |
| 2007             | أمين الشرميطي                      | النجم الرياضي الساحلي              |
| 2008             | يوسف المويهبي                      | النادي الأفريقي                    |
| 2009             | أسامة الدراجي                      | الترجي الرياضي التونسي             |
| 2010             | زهير الذوادي                       | النادي الأفريقي                    |
| 2011             | ألغيت الجائزة بسبب الثورة التونسية | ألغيت الجائزة بسبب الثورة التونسية |
| 2012             | معز بن شريفية                      | الترجي الرياضي التونسي             |
| 2013             | يوسف المساكني                      | الترجي الرياضي التونسي             |
| تم إلغاء الجائزة |                                    |                                    |

### حسب النادي
| المرتبة | النادي                 | عدد مرات الفوز |
| ------- | ---------------------- | -------------- |
| 1       | الترجي الرياضي التونسي | 3              |
| 2       | النجم الرياضي الساحلي  | 2              |
| 2       | النادي الأفريقي        | 2              |